# 스핀들
스핀들(spindle)은 공작기계에서 기계의 축 회전이다. 중심부에 샤프트가 있는 경우가 있다. 샤프트 그 자체를 스핀들로 부르기도 하지만 이 용어는 샤프트 그 자체만이 아닌, 베어링을 포함한 회전 장치 전반을 가리킬 수도 있다.

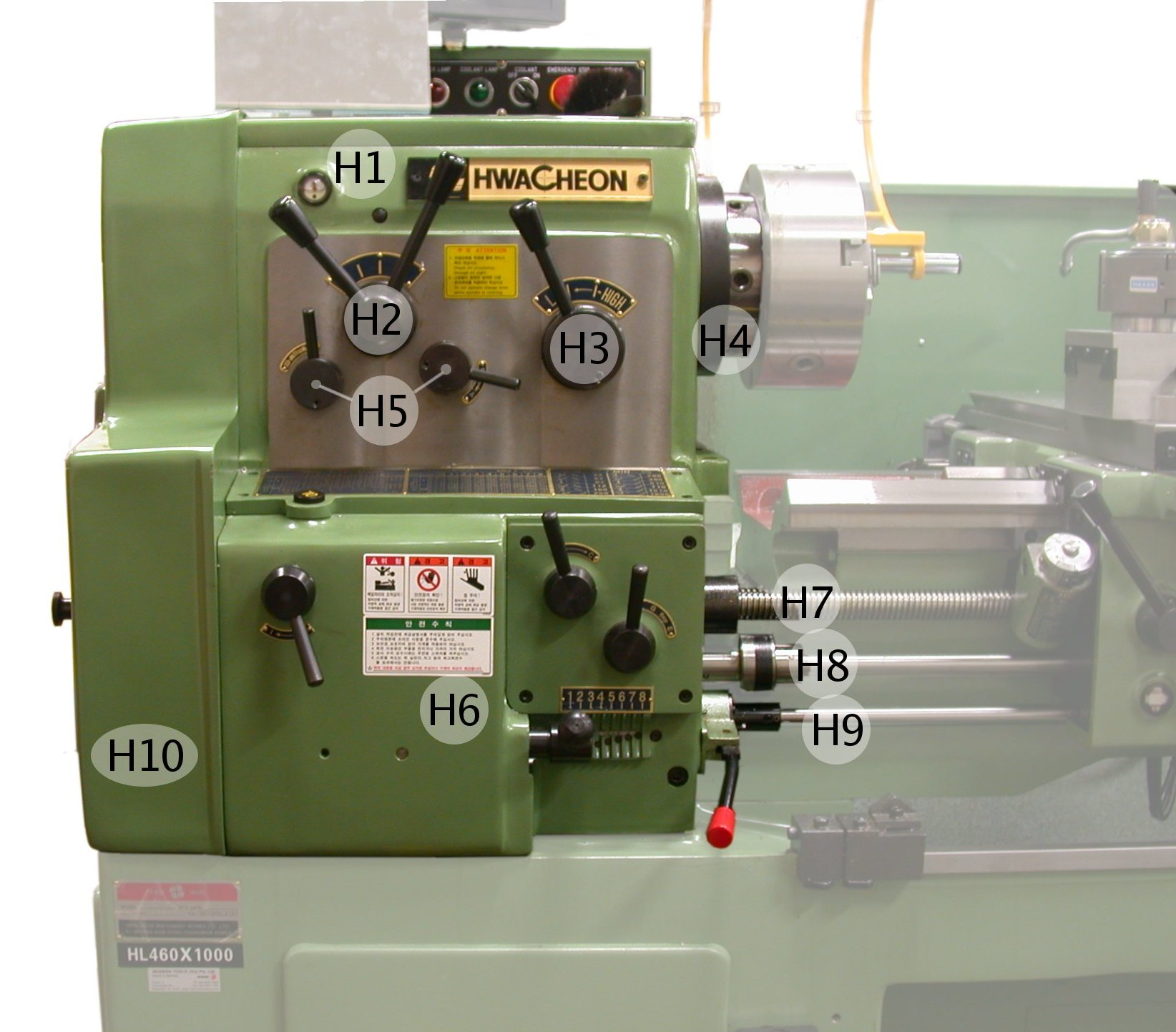
Lathe headstock: H4 - Spindle
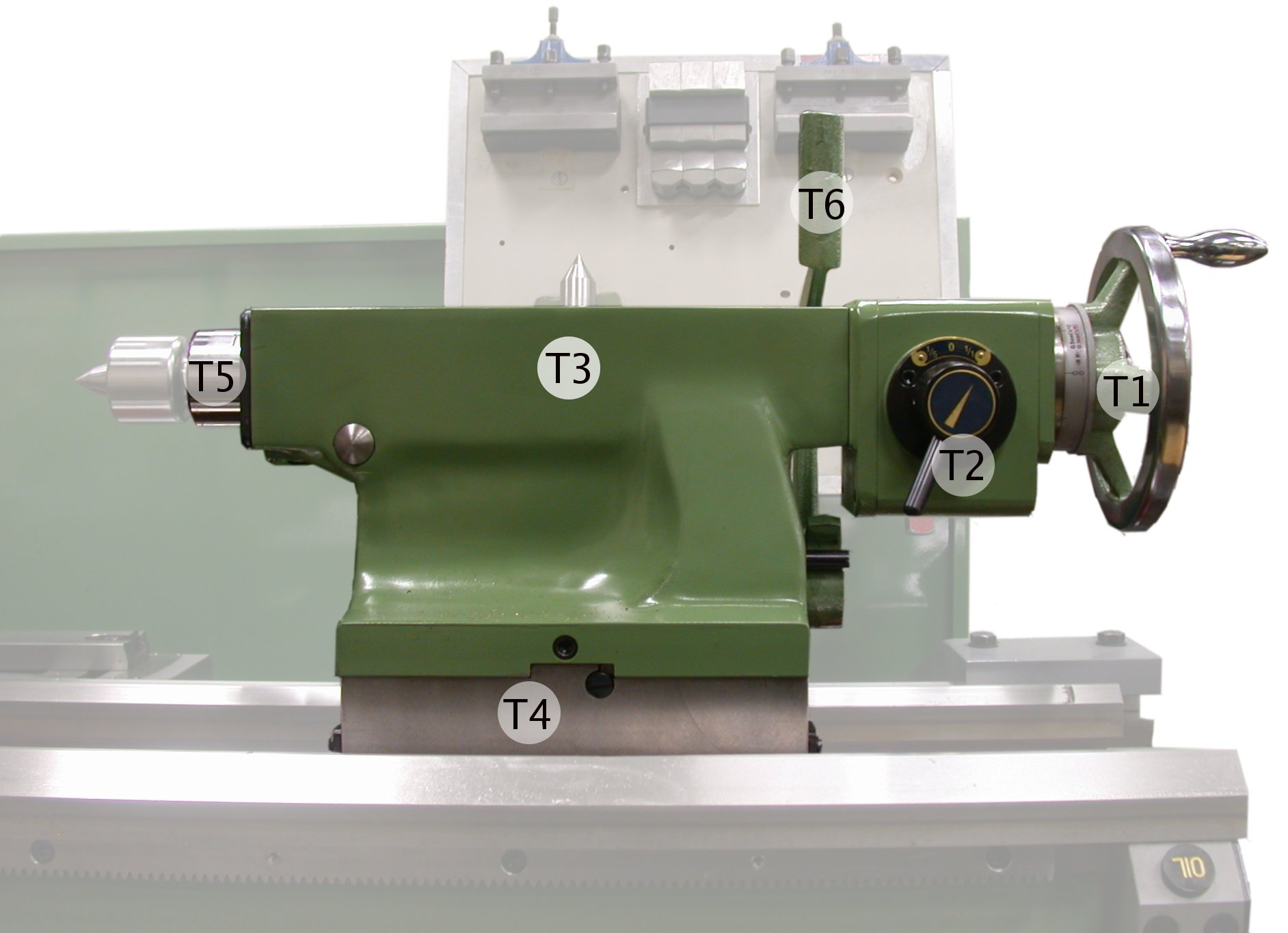
Lathe tailstock: T5 - Spindle
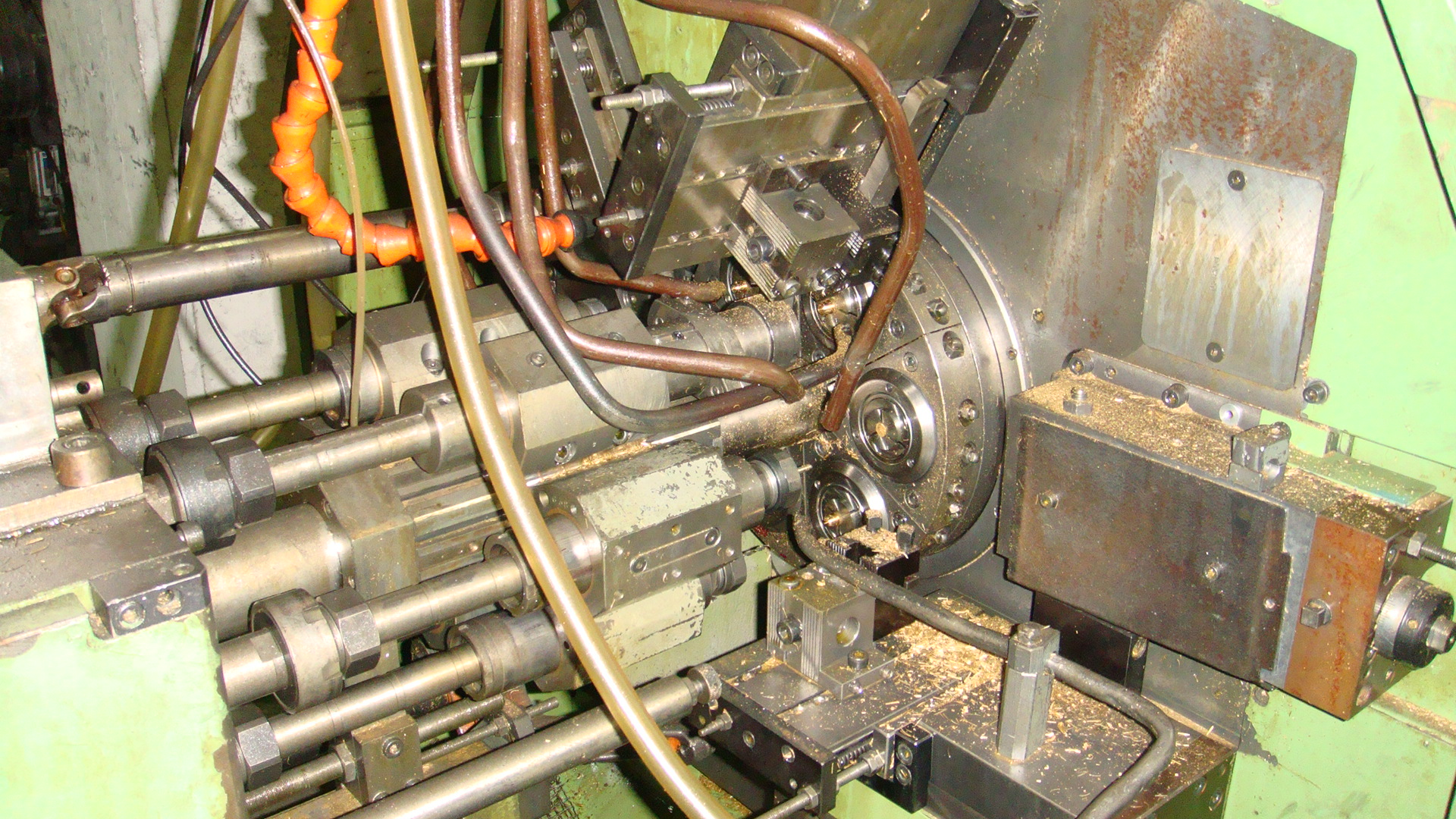
Multi spindle lathe
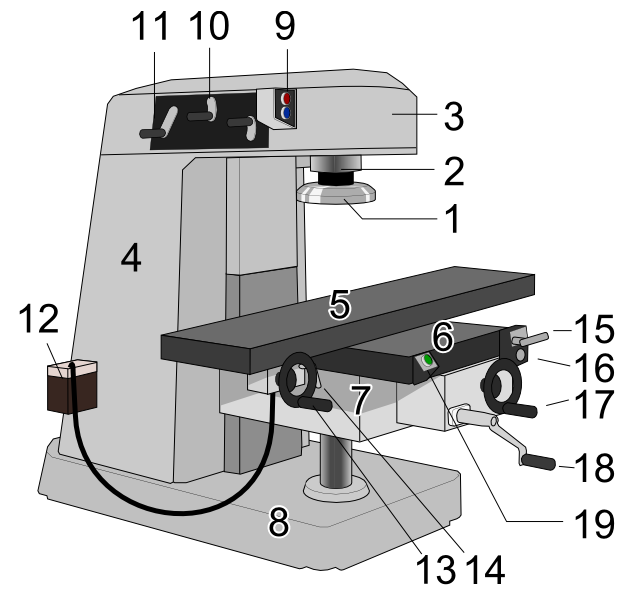
Vertical milling machine (single spindle): #2 - Spindle

## 같이 보기
- 스핀들유